# Маджи, Фортунато
Фортунато Маджи (итал. Fortunato Magi; 6 октября 1839, Лукка — 26 мая 1882, Венеция) — итальянский композитор, дирижёр и музыкальный педагог, дядя и первый учитель Джакомо Пуччини.
В 18-летнем возрасте начал преподавать в музыкальном лицее в Лукке — сперва орган и гармонию, затем контрапункт и композицию, и, наконец, в 1872 году назначен его директором; здесь у него учился Альфредо Каталани. Затем с 1874 года руководил музыкальным лицеем в Ферраре, с 1876 года — в Специи, с 1878 года и до смерти возглавлял Венецианский музыкальный лицей, где среди его учеников был Альберто Франкетти. Как отмечает современный исследователь, «одарённый композитор с отличным оркестровым воображением, умелый дирижёр и первоклассный педагог, Маджи обладал необыкновенным талантом наживать себе врагов — отсюда его последовательные переезды». По сведениям того же исследователя, обучая юного Пуччини пению и игре на фортепиано, Маджи награждал его болезненным пинком по голени за каждую фальшивую ноту, после чего у Пуччини всю жизнь рефлекторно возникала боль в ноге от фальшивых нот.

## Записи
- Fortunato Magi, Carlo Angeloni. Бонджованни[итал.], 1992.